# كيريل الأول
كيريل (بالروسية: Кирилл)‏ (بالسلافونية الكنسية القديمة: Ст҃ѣ́йшїй патрїа́рхъ кѷрі́ллъ)‏ الاسم القانوني فلاديمير ميخائيلوفيتش جونديايف (بالروسية: Владимир Михайлович Гундяев)‏ أسقف الكنيسة الروسية الأرثوذكسية وبطريرك موسكو وعموم روسيا، منذ 1 فبراير 2009.
كان رئيس قسم العلاقات الخارجية للكنيسة الأرثوذكسية الروسية، وعضوا في اللجنة الدائمة للسينودس المقدس منذ نوفمبر 1989.

## روابط خارجية
- كيريل الأول على موقع IMDb (الإنجليزية)
- كيريل الأول على موقع الموسوعة البريطانية (الإنجليزية)
- كيريل الأول على موقع مونزينجر (الألمانية)
- كيريل الأول على موقع كينوبويسك (الروسية)